# Gestade
Das Wort Gestade bezeichnet das Ufer eines Flusses oder eines Meeres.

## Herkunft und Verwendung
Das schon im Mittelhochdeutschen als „gestat“ gebräuchliche Wort entstand als Verstärkung des gleichbedeutenden Substantivs „stade“, althochdeutsch „stad[o]“. Das eigentlich mittel- und niederdeutsche Wort „Ufer“ wurde im oberdeutschen Sprachraum bis in die Frühe Neuzeit nicht verwendet und wohl auch nicht verstanden; so war es notwendig, dass in der Basler Ausgabe der Luther-Bibel von 1523 das Wort „Ufer“ durch „gestad“ erklärt wurde.
Als geographisches Fachwort und in der Alltagssprache wurde „Gestade“ seither vollständig vom Wort „Ufer“ verdrängt. Im deutschen Sprachraum wird es daher heute nur noch gelegentlich als Archaismus oder in gehobener Stilebene verwendet.
Die berühmteste Verwendung in der klassischen deutschen Literatur ist der zum geflügelten Wort gewordene Beginn von Schillers Schauspiel Wilhelm Tell (1804):
Es lächelt der See, er ladet zum Bade,

Der Knabe schlief ein am grünen Gestade
Vor allem in Österreich ist das Wort „Gestade“ als Bestandteil hergebrachter geografischer Namen noch weiter verbreitet. Beispiele:
- Heiligen Gestade, Ortsteil von Villach
- Kloster Maria am Gestade in Wien (Innere Stadt)
- Maria am Gestade, Kirche in Wien (Innere Stadt)
- Maria am Gestade, Kirche in Innsbruck

Auch die Namen der Gstättengasse und des Gstättentors in der Salzburger Altstadt rühren vom Wort „Gestade“.

## Hochgestade und Tiefgestade
Im allgemeinen Sprachgebrauch versteht man unter Hochgestade, Hochgeschwade oder Hochufer die Geländekante zwischen Niederterrasse und Flussaue.
Im Karlsruher Raum wird als Hochgestade die höher gelegene Fläche der Rheinebene außerhalb der ursprünglichen Rheinauen bezeichnet. Geomorphologisch handelt es sich um eine Niederterrasse.
Das Tiefgestade ist die Rheinaue, die Rheinniederung links und rechts des heutigen Rheinverlaufs im Oberrheingraben.
Unter Gestadebruch versteht man die Kante zwischen Hochgestade und Tiefgestade. Der Gestadebruch wird auch als Rheinberg oder Rheinbruch bezeichnet. Der Gebrauch von Hoch- und Tiefgestade für die Flächen ist ungewöhnlich und in der Regel nur am Oberrhein zu finden.